# Magyarország az 1991-es úszó-Európa-bajnokságon
Magyarország a görögországi Athénben megrendezett 1991-es úszó-Európa-bajnokság egyik részt vevő nemzete volt.

## Versenyzők száma
| Sportág, szakág | Magyar résztvevő | Magyar résztvevő | Magyar résztvevő |
| Sportág, szakág | Férfi            | Nő               | Össz.            |
| Úszás           | 7                | 4                | 11               |
| Műugrás         | 0                | 4                | 4                |
| Vízilabda       | 15               | 14               | 29               |
| Összesen        | 22               | 22               | 44               |

## Érmesek
| Érem  | Versenyző | Versenyszám | Versenyszám      | Dátum         |
| ----- | --- | ----------- | ---------------- | ------------- |
| Arany | Rózsa Norbert | úszás       | 100 m mell       | augusztus 20. |
| Arany | Egerszegi Krisztina | úszás       | 400 m vegyes     | augusztus 20. |
| Arany | Egerszegi Krisztina | úszás       | 100 m hát        | augusztus 22. |
| Arany | Egerszegi Krisztina | úszás       | 200 m hát        | augusztus 25. |
| Arany | Dancsa Katalin Gruber Laura Huff Zsuzsanna Kertész Zsuzsa Kókai Ildikó Nagy Katalin Rafael Irén Rónaszéki Ildikó Stieber Mercédesz Szalkay Orsolya Szamosi Csilla Takács Ildikó Tóth Noémi Vincze Edit | vízilabda   | női vízilabda    | augusztus 25. |
| Ezüst | Szabó Tünde | úszás       | 100 m hát        | augusztus 22. |
| Ezüst | Rózsa Norbert | úszás       | 200 m mell       | augusztus 23. |
| Ezüst | Szabó Tünde | úszás       | 200 m hát        | augusztus 25. |
| Bronz | Deutsch Tamás Rózsa Norbert Horváth Péter Szabados Béla | úszás       | 4 × 100 m vegyes | augusztus 25. |

## Úszás
Férfi
| Versenyző                                               | Versenyszám      | Előfutam | Előfutam | Előfutam | Döntő    | Döntő    |
| Versenyző                                               | Versenyszám      | Idő      | Hely.    | Össz.    | Idő      | Helyezés |
| ------------------------------------------------------- | ---------------- | -------- | -------- | -------- | -------- | -------- |
| Czene Attila                                            | 100 m hát        | 57,45    |          | 8.       | 57,67    | 8.       |
| Czene Attila                                            | 200 m vegyes     | 2:05,12  | 2.       | 5.       | 2:03,89  | 5.       |
| Deutsch Tamás                                           | 100 m hát        | 56,86    |          | 4.       | 56,59    | 5.       |
| Deutsch Tamás                                           | 200 m hát        | 2:01,43  | 2.       | 2.       | 2:00,30  | 4.       |
| Güttler Károly                                          | 100 m mell       |          |          | 8.       | 1:02,71  | 5.       |
| Güttler Károly                                          | 200 m mell       | 2:15,36  | 3.       | 4.       | 2:14,07  | 4.       |
| Rózsa Norbert                                           | 100 m mell       | 1:01,29  | 1.       | 1.       | 1:01,49  |          |
| Rózsa Norbert                                           | 200 m mell       | 2:14,75  | 2.       | 3.       | 2:12,58  |          |
| Szabados Béla                                           | 100 m gyors      | 51,36    | 4.       | 13.      | 51,42    | 13.      |
| Szabados Béla                                           | 200 m gyors      | 1:53,43  | 8.       | 26.      | kiesett  | kiesett  |
| Szilágyi Zoltán                                         | 400 m gyors      | 3:54,25  | 2.       | 7.       | 3:54,88  | 8.       |
| Szilágyi Zoltán                                         | 1500 m gyors     | 15:35,23 |          | 6.       | 15:35,27 | 8.       |
| Deutsch Tamás Rózsa Norbert Horváth Péter Szabados Béla | 4 × 100 m vegyes | 3:45,28  | 1.       | 2.       | 3:42,35  |          |

Női
| Versenyző           | Versenyszám  | Előfutam | Előfutam | Előfutam | Döntő   | Döntő    |
| Versenyző           | Versenyszám  | Idő      | Hely.    | Össz.    | Idő     | Helyezés |
| ------------------- | ------------ | -------- | -------- | -------- | ------- | -------- |
| Csépe Gabriella     | 100 m mell   | 1:11,45  | 2.       | 6.       | 1:10,54 | 4.       |
| Csépe Gabriella     | 200 m mell   | 2:35,6   | 4.       | 11.      | 2:35,03 | 12.      |
| Egerszegi Krisztina | 100 m hát    | 1:01,22  | 1.       | 1.       | 1:00,31 |          |
| Egerszegi Krisztina | 200 m hát    | 2:08,74  | 1.       | 1.       | 2:06,62 |          |
| Egerszegi Krisztina | 400 m vegyes | 4:43,22  | 1.       | 1.       | 4:39,78 |          |
| Pohl Anett          | 100 m mell   | 1:14,84  | 6.       | 20.      | kiesett | kiesett  |
| Pohl Anett          | 200 m mell   | 2:37,46  | 6.       | 16.      | 2:35,03 | 12.      |
| Szabó Tünde         | 100 m hát    | 1:02,59  | 1.       | 2.       | 1:01,11 |          |
| Szabó Tünde         | 200 m hát    | 2:14,07  | 1.       | 2.       | 2:11,42 |          |

## Műugrás
Női
| Versenyző       | Versenyszám | Selejtező | Selejtező | Döntő   | Döntő    |
| Versenyző       | Versenyszám | Pont      | Hely.     | Pont    | Helyezés |
| --------------- | ----------- | --------- | --------- | ------- | -------- |
| Cserba Brigitta | 10 m torony |           | 12.       | 358,83  | 4.       |
| Nagy Ibolya     | 10 m torony |           | 3.        | 345,51  | 9.       |
| Gerlach Ágnes   | 3 m műugrás | 256,98    | 8.        | 370,95  | 11.      |
| Pintér Orsolya  | 3 m műugrás | 223,53    | 15.       | kiesett | kiesett  |

## Vízilabda

### Férfi
A magyar férfi vízilabda-válogatott kerete:
| Magyar nemzeti férfi vízilabdacsapat-játékoskeret | Magyar nemzeti férfi vízilabdacsapat-játékoskeret | Magyar nemzeti férfi vízilabdacsapat-játékoskeret | Magyar nemzeti férfi vízilabdacsapat-játékoskeret | Magyar nemzeti férfi vízilabdacsapat-játékoskeret | Magyar nemzeti férfi vízilabdacsapat-játékoskeret |
| #                                                 | Név                                               | Poszt                                             | Kor (1991. augusztus 17. szerint)                 | Klub                                              |                                                   |
| ------------------------------------------------- | ------------------------------------------------- | ------------------------------------------------- | ------------------------------------------------- | ------------------------------------------------- | ------------------------------------------------- |
|                                                   | Benedek Tibor                                     | M                                                 | 1972. július 12. (19 évesen)                      | Újpesti TE                                        |                                                   |
|                                                   | Csizmadia Zsolt                                   | M                                                 | 1968. február 24. (23 évesen)                     | Ferencváros                                       |                                                   |
|                                                   | Dóczi István                                      | M                                                 | 1965. január 8. (26 évesen)                       | Jadran Split                                      |                                                   |
|                                                   | Kósz Zoltán                                       | K                                                 | 1967. november 26. (23 évesen)                    | Vasas                                             |                                                   |
|                                                   | Mészáros Csaba                                    | M                                                 | 1964. augusztus 14. (27 évesen)                   | Pescara                                           |                                                   |
|                                                   | Nemes Gábor                                       | K                                                 | 1964. november 30. (26 évesen)                    | Catania                                           |                                                   |
|                                                   | Nitsovits Tamás                                   | M                                                 | 1968. november 12. (22 évesen)                    | Újpesti TE                                        |                                                   |
|                                                   | Petőváry Zsolt                                    | M                                                 | 1963. március 15. (28 évesen)                     | Catania                                           |                                                   |
|                                                   | Péter Imre                                        | M                                                 | 1970. április 1. (21 évesen)                      | BVSC                                              |                                                   |
|                                                   | Schmiedt Gábor                                    | M                                                 | 1962. január 25. (29 évesen)                      | Tungsram SC                                       |                                                   |
|                                                   | Sprok Tibor                                       | M                                                 | 1967. október 17. (23 évesen)                     | Mameli                                            |                                                   |
|                                                   | Tóth Frank                                        | M                                                 | 1970. június 17. (21 évesen)                      | Vasas                                             |                                                   |
|                                                   | Tóth Imre                                         | M                                                 | 1963. november 3. (27 évesen)                     | Florentina                                        |                                                   |
|                                                   | Tóth László                                       | M                                                 | 1968. február 9. (23 évesen)                      | Vasas                                             |                                                   |
|                                                   | Vincze Balázs                                     | M                                                 | 1967. június 27. (24 évesen)                      | Újpesti TE                                        |                                                   |
| Szövetségi kapitány: Konrád János                 |                                                   |                                                   |                                                   |                                                   |                                                   |

Csoportkör
B csoport
| Csapat        | M | Gy | D | V | G+ | G– | Gk  | P |
| ------------- | - | -- | - | - | -- | -- | --- | - |
| Olaszország   | 3 | 3  | 0 | 0 | 49 | 21 | +28 | 6 |
| Magyarország  | 3 | 2  | 0 | 1 | 46 | 29 | +17 | 4 |
| Csehszlovákia | 3 | 1  | 0 | 2 | 34 | 43 | –9  | 2 |
| Törökország   | 3 | 0  | 0 | 3 | 21 | 57 | –36 | 0 |

| 1991. augusztus 17. 10:00 | Olaszország                                                | 10–8              | Magyarország                                       | Játékvezetők: van Dorn (holland) Indrelid (norvég) |
| 1991. augusztus 17. 10:00 | (3–3, 2–1, 2–2, 3–2)                                       |                   |                                                    | Játékvezetők: van Dorn (holland) Indrelid (norvég) |
| 1991. augusztus 17. 10:00 | Fiorillo, Ferretti, Silippo, Bovo 2–2 Pomolio, Capagna 1–1 |                   | Tóth L., Dóczi, Mészáros 2–2 Petőváry, Benedek 1–1 | Játékvezetők: van Dorn (holland) Indrelid (norvég) |
| 1991. augusztus 17. 10:00 | 10/4                                                       | Gól / emberelőny  | 10/5                                               | Játékvezetők: van Dorn (holland) Indrelid (norvég) |
| 1991. augusztus 17. 10:00 | 0                                                          | Gól / négyméteres | 1/1                                                | Játékvezetők: van Dorn (holland) Indrelid (norvég) |

| 1991. augusztus 18. 18:30 | Magyarország                                                                   | 16–12             | Csehszlovákia                                                 | Játékvezetők: Radjenovic (jugoszláv) Chimielwaski (lengyel) |
| 1991. augusztus 18. 18:30 | (4–1 4–2 5–6 3–3)                                                              |                   |                                                               | Játékvezetők: Radjenovic (jugoszláv) Chimielwaski (lengyel) |
| 1991. augusztus 18. 18:30 | Dóczi, Vincze 4–4 Benedek 3 Schmiedt, Petőváry, Tóth I., Mészáros, Tóth L. 1–1 |                   | Dindžík 4 Vidumanský, Polačik, Borsig 2–2 Horňák, Eschwig 1–1 | Játékvezetők: Radjenovic (jugoszláv) Chimielwaski (lengyel) |
| 1991. augusztus 18. 18:30 | 10/4                                                                           | Gól / emberelőny  | 8/4                                                           | Játékvezetők: Radjenovic (jugoszláv) Chimielwaski (lengyel) |
| 1991. augusztus 18. 18:30 | 2/1                                                                            | Gól / négyméteres | 1/1                                                           | Játékvezetők: Radjenovic (jugoszláv) Chimielwaski (lengyel) |

| 1991. augusztus 19. 17:00 | Magyarország                                                                    | 22–7 | Törökország                              | Játékvezetők: Bras (holland) Bathuret (angol) |
| 1991. augusztus 19. 17:00 | (3–3, 5–1, 7–1, 7–2)                                                            |      |                                          | Játékvezetők: Bras (holland) Bathuret (angol) |
| 1991. augusztus 19. 17:00 | Dóczi 7 Benedek 4 Petőváry 3 Vincze, Nitsovits, Mészáros 2–2 Péter, Tóth I. 1–1 |      | Alginn 3 Kadioglu 2 Oralkan, Sakalir 1–1 | Játékvezetők: Bras (holland) Bathuret (angol) |

Középdöntő
F csoport
| Csapat        | M | Gy | D | V | G+ | G– | Gk  | P  |
| ------------- | - | -- | - | - | -- | -- | --- | -- |
| Olaszország   | 5 | 5  | 0 | 0 | 62 | 42 | +20 | 10 |
| Szovjetunió   | 5 | 3  | 1 | 1 | 62 | 53 | +9  | 7  |
| Magyarország  | 5 | 3  | 0 | 2 | 64 | 53 | +11 | 6  |
| Románia       | 5 | 2  | 1 | 2 | 58 | 53 | +5  | 5  |
| Csehszlovákia | 5 | 1  | 0 | 4 | 55 | 75 | –20 | 2  |
| Franciaország | 5 | 0  | 0 | 5 | 39 | 64 | –25 | 0  |

| 1991. augusztus 20. | Szovjetunió                                                                  | 13–11             | Magyarország                                   | Játékvezetők: Polmann (német) van Dorp (holland) |
| 1991. augusztus 20. | (2–2, 4–1, 5–5, 2–3)                                                         |                   |                                                | Játékvezetők: Polmann (német) van Dorp (holland) |
| 1991. augusztus 20. | Markocs 4 Apanaszenko 3 Kolotov 2 Vdovin, Kovalenko, Belofasztov, Naumov 1–1 |                   | Benedek 4 Dóczi 3 Péter 2 Tóth L., Tóth I. 1–1 | Játékvezetők: Polmann (német) van Dorp (holland) |
| 1991. augusztus 20. | 12/7                                                                         | Gól / emberelőny  | 11/5                                           | Játékvezetők: Polmann (német) van Dorp (holland) |
| 1991. augusztus 20. | 0                                                                            | Gól / négyméteres | 1/1                                            | Játékvezetők: Polmann (német) van Dorp (holland) |

| 1991. augusztus 21. | Magyarország                                                       | 13–9              | Románia                                            | Játékvezetők: van de Vreken (belga) Bras (holland) |
| 1991. augusztus 21. | (2–4 4–1 5–1 2–2)                                                  |                   |                                                    | Játékvezetők: van de Vreken (belga) Bras (holland) |
| 1991. augusztus 21. | Vincze 4 Benedek, Tóth I., Petőváry 2–2 Péter, Dóczi, Schmiedt 1–1 |                   | Hagiu 4 Angelescu 2 Geambasu, Georgescu, Olaru 1–1 | Játékvezetők: van de Vreken (belga) Bras (holland) |
| 1991. augusztus 21. | 8/2                                                                | Gól / emberelőny  | 18/6                                               | Játékvezetők: van de Vreken (belga) Bras (holland) |
| 1991. augusztus 21. | 1/0                                                                | Gól / négyméteres | 1/1                                                | Játékvezetők: van de Vreken (belga) Bras (holland) |

| 1991. augusztus 22. 20:00 | Magyarország                                                             | 16–7              | Franciaország                                              | Játékvezetők: Cillerio (spanyol) Haszekioglu |
| 1991. augusztus 22. 20:00 | (3–0 2–1 5–2 6–4)                                                        |                   |                                                            | Játékvezetők: Cillerio (spanyol) Haszekioglu |
| 1991. augusztus 22. 20:00 | Petőváry 4 Péter, Benedek 3–3 Tóth I., Tóth F 2–2 Nitsovits, Tóth L. 1–1 |                   | Charlot 2 Grimaldi, Viol, Ducher, Alimondo, Lousteneau 1–1 | Játékvezetők: Cillerio (spanyol) Haszekioglu |
| 1991. augusztus 22. 20:00 | 3/2                                                                      | Gól / emberelőny  | 10/3                                                       | Játékvezetők: Cillerio (spanyol) Haszekioglu |
| 1991. augusztus 22. 20:00 | 1/1                                                                      | Gól / négyméteres | 1/1                                                        | Játékvezetők: Cillerio (spanyol) Haszekioglu |

5. helyért
| 1991. augusztus 23. 20:30 | Magyarország                        | 10–7              | Görögország                                            | Játékvezetők: Trojckij (orosz) Petronilli (olasz) |
| 1991. augusztus 23. 20:30 | (2–3, 4–3, 2–0, 2–1)                |                   |                                                        | Játékvezetők: Trojckij (orosz) Petronilli (olasz) |
| 1991. augusztus 23. 20:30 | Benedek 5 Péter, Vincze 2–2 Dóczi 1 |                   | Mavrotász 3 Papanasztaziu 2 Venetópulosz, Paterosz 1–1 | Játékvezetők: Trojckij (orosz) Petronilli (olasz) |
| 1991. augusztus 23. 20:30 | 6/1                                 | Gól / emberelőny  | 13/2                                                   | Játékvezetők: Trojckij (orosz) Petronilli (olasz) |
| 1991. augusztus 23. 20:30 | 0                                   | Gól / négyméteres | 2/1                                                    | Játékvezetők: Trojckij (orosz) Petronilli (olasz) |

| Csapat       | Helyezés |
| ------------ | -------- |
| Magyarország | 5. hely  |

### Női
| Magyar nemzeti női vízilabdacsapat-játékoskeret | Magyar nemzeti női vízilabdacsapat-játékoskeret | Magyar nemzeti női vízilabdacsapat-játékoskeret | Magyar nemzeti női vízilabdacsapat-játékoskeret | Magyar nemzeti női vízilabdacsapat-játékoskeret |
| #                                               | Név                                             | Poszt                                           | Kor (1991. augusztus 18. szerint)               | Klub                                            |
| ----------------------------------------------- | ----------------------------------------------- | ----------------------------------------------- | ----------------------------------------------- | ----------------------------------------------- |
|                                                 | Dancsa Katalin                                  | M                                               | 1963. december 20. (27 évesen)                  | Vasas                                           |
|                                                 | Gruber Laura                                    |                                                 |                                                 | Vasas                                           |
|                                                 | Huff Zsuzsanna                                  | K                                               | 1964. május 25. (27 évesen)                     | Szentes                                         |
|                                                 | Kertész Zsuzsa                                  | M                                               | 1965. december 28. (25 évesen)                  | (Németország)                                   |
|                                                 | Kókai Ildikó                                    | M                                               | 1963. december 17. (27 évesen)                  | BVSC                                            |
|                                                 | Nagy Katalin                                    | M                                               | 1964. augusztus 16. (27 évesen)                 | OSC                                             |
|                                                 | Rafael Irén                                     | M                                               | 1966. október 11. (24 évesen)                   | BVSC                                            |
|                                                 | Rónaszéki Ildikó                                | M                                               | 1971. január 2. (20 évesen)                     | Szentes                                         |
|                                                 | Stieber Mercédesz                               | M                                               | 1974. szeptember 4. (16 évesen)                 | OSC                                             |
|                                                 | Szalkay Orsolya                                 | K                                               | 1968. augusztus 19. (22 évesen)                 | BVSC                                            |
|                                                 | Szamosi Csilla                                  | M                                               | 1970. május 29. (21 évesen)                     | Szentes                                         |
|                                                 | Takács Ildikó                                   | M                                               | 1967. október 18. (23 évesen)                   |                                                 |
|                                                 | Tóth Noémi                                      | M                                               | 1976. június 7. (15 évesen)                     | Szentes                                         |
|                                                 | Vincze Edit                                     | M                                               | 1965. október 1. (25 évesen)                    | Szentes                                         |
| Szövetségi kapitány: Tóth Gyula                 |                                                 |                                                 |                                                 |                                                 |

Csoportkör
A csoport
| Csapat       | M | Gy | D | V | G+ | G– | Gk  | P |
| ------------ | - | -- | - | - | -- | -- | --- | - |
| Magyarország | 3 | 2  | 1 | 0 | 33 | 11 | +22 | 5 |
| Olaszország  | 3 | 2  | 1 | 0 | 29 | 20 | +9  | 5 |
| Szovjetunió  | 3 | 1  | 0 | 2 | 21 | 32 | –11 | 2 |
| Görögország  | 3 | 0  | 0 | 3 | 11 | 31 | –20 | 0 |

| 1991. augusztus 18. 9:00 | Magyarország                          | 8–8               | Olaszország                                               | Játékvezetők: van de Vreken (belga) Nielsen (dán) |
| 1991. augusztus 18. 9:00 | (1–3, 2–1, 2–1, 3–3)                  |                   |                                                           | Játékvezetők: van de Vreken (belga) Nielsen (dán) |
| 1991. augusztus 18. 9:00 | Kertész 4 Rafael 2 Vincze, Dancsa 1–1 |                   | Alluci, Malato 2–2 Consoli, Vaillant, Mansili, Abbete 1–1 | Játékvezetők: van de Vreken (belga) Nielsen (dán) |
| 1991. augusztus 18. 9:00 | 7/2                                   | Gól / emberelőny  | 5/3                                                       | Játékvezetők: van de Vreken (belga) Nielsen (dán) |
| 1991. augusztus 18. 9:00 | 1/1                                   | Gól / négyméteres | 2/1                                                       | Játékvezetők: van de Vreken (belga) Nielsen (dán) |

| 1991. augusztus 19. 9:00 | Magyarország                                    | 15–3              | Szovjetunió            | Játékvezetők: Lüdecke (német) van Dorp (holland) |
| 1991. augusztus 19. 9:00 | (4–1, 6–1, 1–1, 4–0)                            |                   |                        | Játékvezetők: Lüdecke (német) van Dorp (holland) |
| 1991. augusztus 19. 9:00 | Rafael 6 Dancsa 5 Kertész 2 Stieber, Vincze 1–1 |                   | Alajeva 2 N. Galkina 1 | Játékvezetők: Lüdecke (német) van Dorp (holland) |
| 1991. augusztus 19. 9:00 | 4/2                                             | Gól / emberelőny  | 7/0                    | Játékvezetők: Lüdecke (német) van Dorp (holland) |
| 1991. augusztus 19. 9:00 | 4/3                                             | Gól / négyméteres | 0                      | Játékvezetők: Lüdecke (német) van Dorp (holland) |

| 1991. augusztus 20. 10:30 | Magyarország                                     | 10–0              | Görögország | Játékvezetők: Bras (holland) Radjenovics (jugoszláv) |
| 1991. augusztus 20. 10:30 | (4–0, 4–0, 0–0, 2–0)                             |                   |             | Játékvezetők: Bras (holland) Radjenovics (jugoszláv) |
| 1991. augusztus 20. 10:30 | Rafael 4 Dancsa 3 Vincze, Kertész, Rónaszéki 1–1 |                   |             | Játékvezetők: Bras (holland) Radjenovics (jugoszláv) |
| 1991. augusztus 20. 10:30 | 4/1                                              | Gól / emberelőny  | 8/0         | Játékvezetők: Bras (holland) Radjenovics (jugoszláv) |
| 1991. augusztus 20. 10:30 | 1/1                                              | Gól / négyméteres | 0           | Játékvezetők: Bras (holland) Radjenovics (jugoszláv) |

Elődöntő
| 1991. augusztus 22. 11:00 | Magyarország                          | 10–3             | Franciaország                   | Játékvezetők: Timoc Toygarli (török) |
| 1991. augusztus 22. 11:00 | (3–1, 3–0, 2–1, 2–1)                  |                  |                                 | Játékvezetők: Timoc Toygarli (török) |
| 1991. augusztus 22. 11:00 | Dancsa 5 Rafael 3 Vincze, Kertész 1–1 |                  | Grandin, Gauthreau, Barrere 1–1 | Játékvezetők: Timoc Toygarli (török) |
| 1991. augusztus 22. 11:00 | 2/1                                   | Gól / emberelőny | 6/2                             | Játékvezetők: Timoc Toygarli (török) |

Döntő
| 1991. augusztus 25. | Magyarország                                                   | 11–8              | Hollandia                                                        | Játékvezetők: Nielsen (dán) Clare (olasz) |
| 1991. augusztus 25. | (2–2, 3–2, 4–2, 2–2)                                           |                   |                                                                  | Játékvezetők: Nielsen (dán) Clare (olasz) |
| 1991. augusztus 25. | Rafael 3 Takács Ildikó Kertész, Dancsa 2–2 Vincze, Stieber 1–1 |                   | Megens 3, Lindhout 2–2 Spiker, Kuiters, van de Water, Verdam 1–1 | Játékvezetők: Nielsen (dán) Clare (olasz) |
| 1991. augusztus 25. | 8/5                                                            | Gól / emberelőny  | 5/3                                                              | Játékvezetők: Nielsen (dán) Clare (olasz) |
| 1991. augusztus 25. | 0                                                              | Gól / négyméteres | 1/1                                                              | Játékvezetők: Nielsen (dán) Clare (olasz) |

| Csapat       | Helyezés |
| ------------ | -------- |
| Magyarország |          |